# Guillermo el Mariscal
William Marshal, primer conde de Pembroke (Wiltshire o Berkshire, c. 1145/1148-Caversham, Berkshire; 14 de mayo de 1219), también conocido como Guillermo el Mariscal, William the Marshal o Guillaume le Maréchal, fue un militar y noble anglonormando. Descrito por Stephen Langton como el «más grande caballero que jamás vivió», sirvió a cuatro reyes —Enrique II, Ricardo Corazón de León, Juan I y Enrique III— y a lo largo de su vida pasó de ser un simple miembro de la nobleza menor a ser el regente de Enrique III, y, por tanto, uno de los hombres más poderosos de Europa. Antes de él, el título hereditario de Marshal ('mariscal') designaba al jefe de seguridad del rey de Inglaterra; a su muerte, toda Europa hablaba de él simplemente como «el Mariscal».

## Primeros años
El apodo «Mariscal», convertido en apellido familiar, procede del abuelo paterno de Guillermo, Gilbert Giffard, que probablemente era hijo de alguno de los aventureros llegados a Inglaterra con Guillermo el Conquistador en tiempos de la conquista normanda. Este aparece como propietario de tierras en la zona de Wiltshire ya en 1086, según el Domesday Book, y había ocupado el cargo de mariscal en la corte de Enrique I a principios del siglo XII. Cuando sobre 1130 murió Gilbert su hijo mayor, John Marshal, heredó el título y lo conservó cuando ascendió al trono en 1135 Esteban de Blois, sobrino del rey Enrique I. John se casó joven con una mujer llamada Adelina (o Alicia), con la que tuvo dos hijos varones, uno de los cuales, Gilbert, también añadió a su nombre el apodo «Marshal».
Enrique I no había dejado ningún heredero varón legítimo y, al ascender al trono, Esteban se encontró con el rechazo de un sector de la nobleza que apoyaba las pretensiones de su prima Matilde, hija del difunto rey Enrique. Aunque en principio John apoyó la sucesión de Esteban, durante la guerra civil que estalló en 1139 y que llevaría a Inglaterra a la anarquía tuvo el acierto de escoger el bando de Matilde. Fue en este contexto cuando John Marshal se vio envuelto en una disputa local en las tierras de su castillo de Marlborough con Patrick, conde de Salisbury. Patrick era más poderoso y finalmente John tuvo que avenirse a un acuerdo que incluía su matrimonio con la hermana de Patrick, Sybil.
Según el biógrafo de William, cuando Esteban puso sitio al castillo de Newbury en 1152 usó al joven Marshal como rehén para asegurarse de que su padre rendiría el castillo. John FitzGilbert, sin embargo, reforzó el castillo y dio aviso al ejército de Matilda. Cuando Esteban ordenó a John rendir el castillo con la amenaza de ahorcar a William, John replicó diciendo que «aún tenía el martillo y el yunque con los que forjar más y mejores hijos». Afortunadamente, Esteban se apiadó del joven William y le perdonó la vida.

## Caballero errante

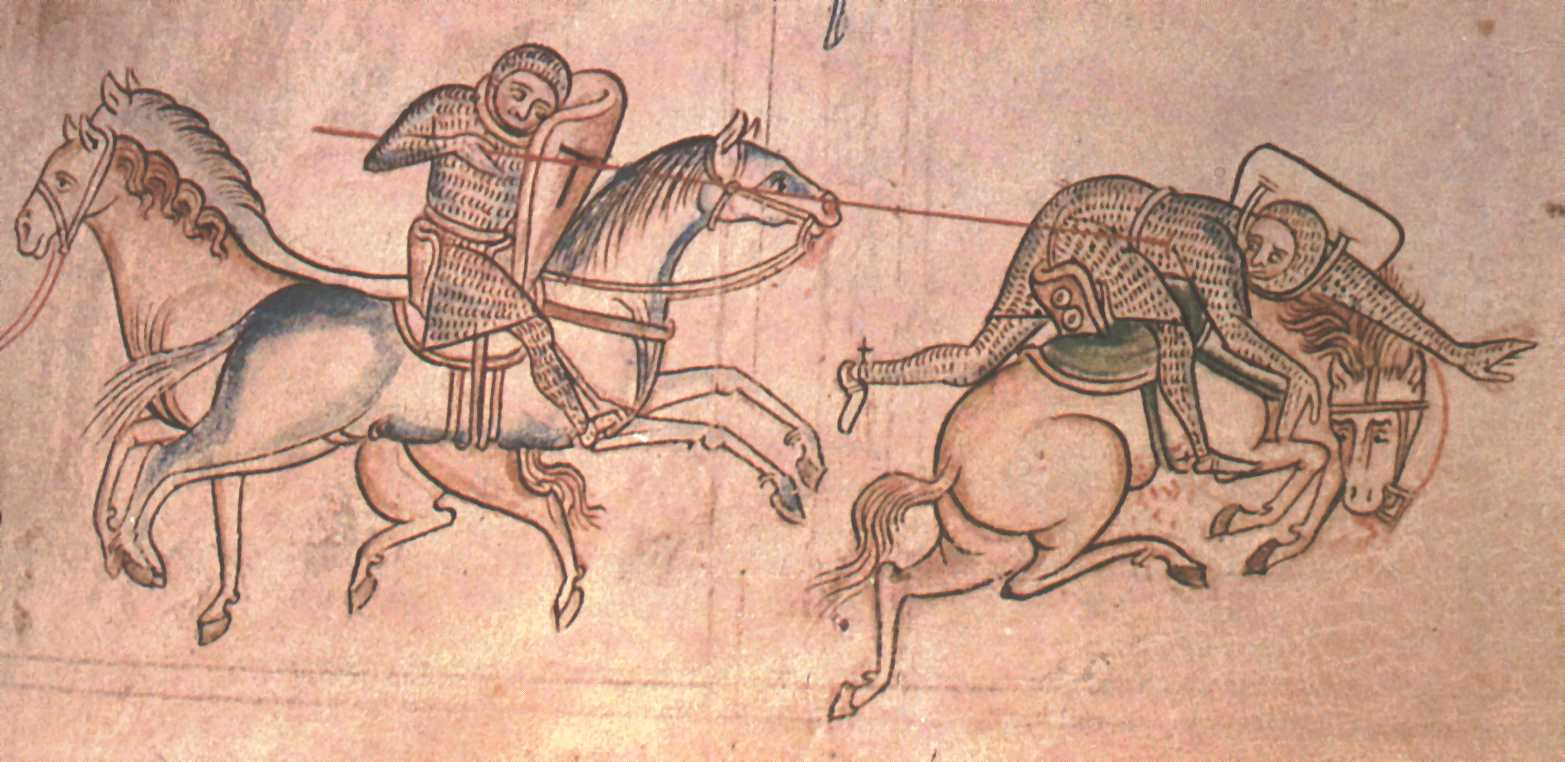
William Marshal fue el mayor competidor en justas de su época. Imagen de la Majora, de Mateo de París, en la que Marshal descabalga a Balduino de Guisnes.

Como hijo menor de un noble menor, William no tenía tierras o fortuna que heredar, y tuvo que buscarse la vida. Cuando tenía doce años y la carrera de su padre comenzaba a ascender, fue enviado a Normandía, donde creció en la casa de William de Tancarville, un poderoso magnate y primo de la madre de William. Aquí comenzó a prepararse como caballero y fue ordenado en 1166 durante una campaña en la Alta Normandía, que había sido invadida desde Flandes. En 1167 William de Tancarville le llevó a su primer torneo, donde encontró su auténtica vocación. Tras servir en la casa de Tancarville, pasó a la casa de su tío materno, Patrick, conde de Salisbury. En 1168 su tió falleció en una emboscada tendida por Guy de Lusignan. William resultó herido y fue capturado, pero liberado poco después por Leonor de Aquitania, aparentemente impresionada por los relatos que le habían llegado acerca de su valentía. Por aquel entonces, William descubrió que podía ganarse muy bien la vida participando en torneos. En la época, estas competencias eran peligrosas y frecuentemente mortales. Por otra parte podían producir mucho botín capturando y liberando oponentes, caballos y armaduras. El récord de William es legendario: en su lecho de muerte, recordaba haber vencido a 500 caballeros durante su carrera.

## William Marshal y el joven rey Enrique
La carrera de Marshal entró en una nueva fase en 1170 cuando fue elegido para la casa de Enrique el Joven, el hijo mayor de Leonor y de su segundo marido Enrique II, coronado ese año como rey asociado a su padre. William fue llamado para ser el maestro de armas del muchacho, pero se convirtió en su mentor e ídolo. Transmitió al joven Enrique su pasión por los torneos, y durante los siguientes doce años, él fue el compañero y director del príncipe. Apoyó al Joven Rey en su rebelión de 1173 - 1174, donde William aparece por primera vez en una lista de rebeldes. Según su biógrafo, William ordenó a su joven amo durante la rebelión, aunque se sabe por otras fuentes que fue el propio Enrique II el que ordenó al príncipe antes de su coronación.
Entre 1174, cuando Enrique se reconcilió con su padre, y 1182, William fue el director del equipo de torneos de su amo en todos los grandes eventos, especialmente las grandes reuniones internacionales de Picardía. Su misión era diseñar tácticas y actuar como consejero del joven rey para asegurarse de que no era capturado. Cuando tuvo lugar el torneo francés de 1179 en Lagny-sur-Marne, como parte de la coronación de Felipe II, William Marshal ya era lo suficientemente rico como para presentarse con su propia compañía de caballeros. Esto le valió ser el objeto de la envidia y conspiración de sus rivales en la corte del Joven Enrique. En 1182, sus adversarios consiguieron precipitar su caída, denunciando que Marshal estaba más interesado en acudir a torneos que en proteger a su señor. Se le acusó también de mostrar poco respeto hacia el rey. Fue tratado fríamente por Enrique II, hasta que, harto de insultos, Marshal abandonó la corte para unirse al equipo de torneos de Felipe de Flandes, primo de Enrique el Joven y uno de sus principales rivales. Pero poco después fue llamado nuevamente al séquito de Enrique tras su segunda rebelión contra su padre, y estaba al lado del príncipe cuando murió de disentería cerca de Limoges en junio de 1183. Marshal cumplió el voto de cruzado que había hecho su amo y llevó su manto a Jerusalén con el permiso de Enrique II.

## Favor real

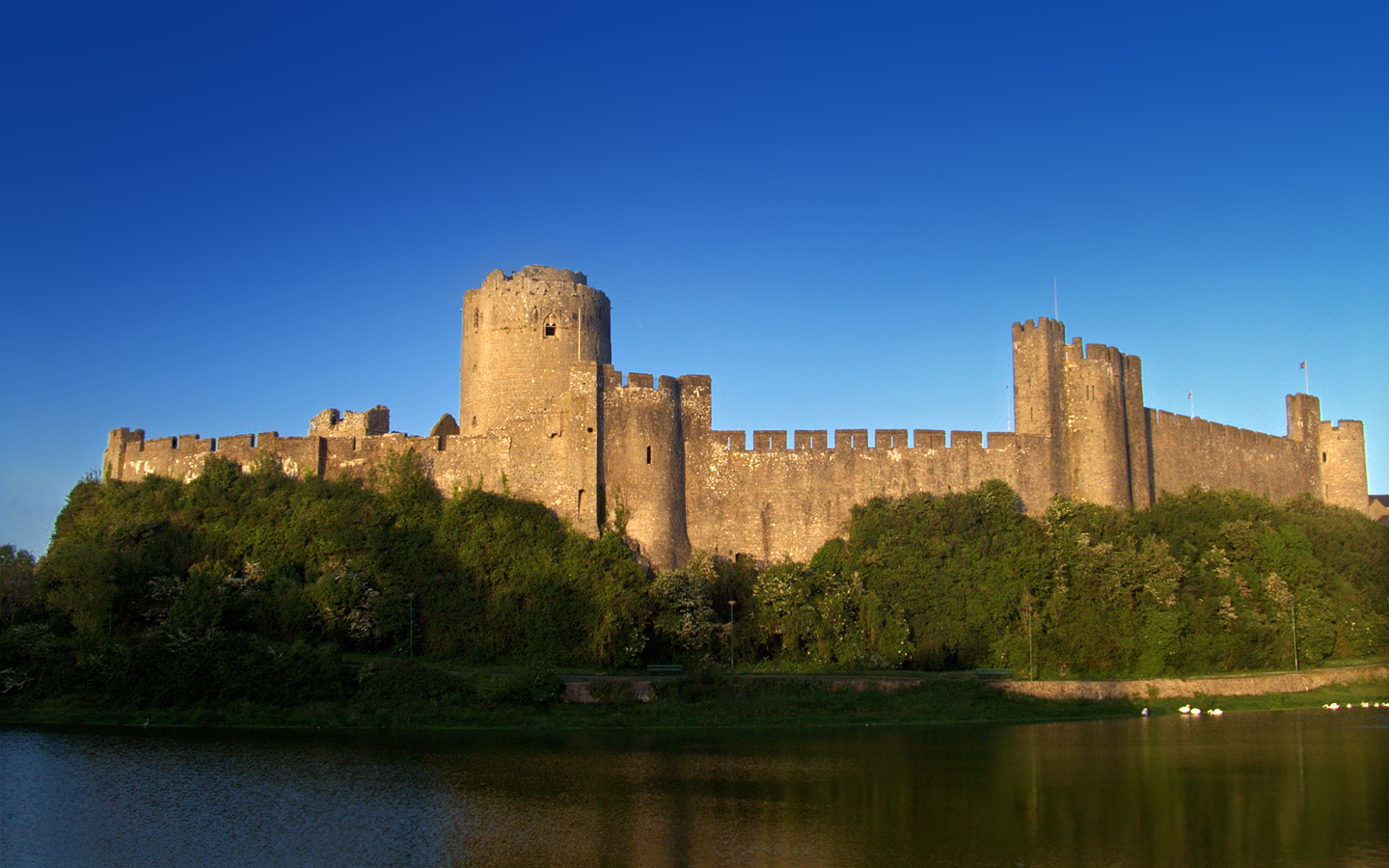
Vista del castillo de Pembroke y el río Pembroke.

A su retorno en 1185, William se unió a la corte de Enrique II, al que sirvió como leal capitán a lo largo de las muchas dificultades de sus últimos años. Los rendimientos del favor real fueron casi inmediatos. El rey concedió a William el gran realengo de Cartmel en Cumbria y le encomendó el cuidado de Heloise, la heredera de la baronía septentrional de Lancaster. Puede que el rey esperara que William aprovechara la oportunidad para desposarla y convertirse en barón, pero William parece que ambicionaba un matrimonio más ventajoso. En 1188, Enrique convocó a Marshal para hacer frente a un intento de Felipe II para hacerse con la disputada región de Berry, en Francia. En la carta, Enrique hace algún comentario sarcástico acerca de las quejas de William sobre que no ha sido propiamente recompensado por sus servicios. Enrique le promete el matrimonio y las tierras de Dionisia, señora de Châteauroux en Berry. Durante la campaña, el rey acabó enfrentado con su heredero Ricardo, conde de Poitou, que se alió a Felipe II contra su padre. En 1189, mientras protegía al rey en su viaje de Le Mans a Chinon, William descabalgó a Ricardo en una escaramuza. Podía haberlo matado, pero se limitó a matar al caballo a modo de advertencia. Se dice que ha sido el único hombre en tirar a Ricardo del caballo. No obstante, tras la muerte de Enrique, Marshal fue aceptado en la corte por su antiguo adversario, ahora Ricardo I, que fue lo suficientemente inteligente como para no excluir a un hombre cuya lealtad y capacidad militar eran tan importantes, especialmente para un rey que se estaba preparando para partir a las Cruzadas.
En sus últimos días, Enrique había prometido a Marshal la mano y las propiedades de Isabel de Clare condesa de Pembroke, pero no había podido finalizar los preparativos. Ricardo confirmó la oferta de su padre y en agosto de 1189, a los 43 años, Marshal contraía matrimonio con la hija de Richard de Clare y Aoife de Leinster, de tan sólo diecisiete años. Este matrimonio permitió a Marshal adquirir inmensas propiedades en Inglaterra, Gales, Normandía e Irlanda. Marshal no adquirió sin embargo el título de conde de su suegro hasta 1199. Este matrimonio convirtió a Marshal en uno de los hombres más ricos del reino. Tuvieron cinco hijos y cinco hijas, y William mejoró las propiedades de su esposa, ampliando los castillos de Pembroke y Chepstow
William formó parte del consejo de regencia nombrado por Ricardo a su marcha a la Tercera Cruzada en 1190. Apoyó a Juan I, hermano del rey, en su decisión de expulsar a William Longchamp del reino, pero pronto descubrió que los intereses de Ricardo y Juan eran distintos, y en 1193 se unió a los lealistas que se enfrentaron a Juan. En la primavera de 1194, antes del regreso de Ricardo, el hermano mayor de William Marshal, John, resultó muerto durante la defensa del castillo de Marlborough, lo que convirtió a William en heredero del título de Conde Mariscal y del honor familiar de Hamstead Marshall. Tras el regreso de Ricardo, William le sirvió en las guerras de Normandía contra Felipe II, y en su lecho de muerte, Ricardo le nombró custodio de Rouen y del tesoro real durante el interregno.

## El rey Juan y la Carta Magna

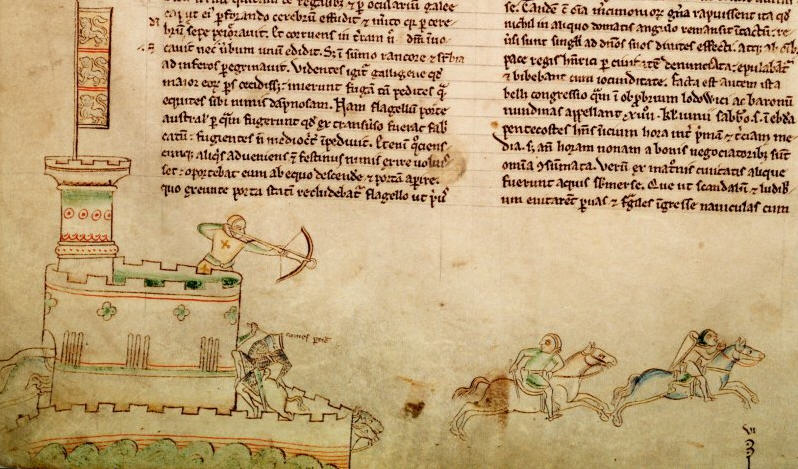
Representación de la batalla de Lincoln,.

Guillermo apoyó a Juan cuando fue proclamado rey en 1199, en contra de los que defendían las pretensiones de Arturo de Bretaña, hijo del hermano mayor de Juan, Godofredo Plantagenet. William participó activamente en la defensa de Normandía contra la creciente presión de los ejércitos capetos entre 1200 y 1203 y partió junto a Juan cuando este abandonó el ducado en diciembre de 1203. Tuvo un enfrentamiento con el rey tras la pérdida del ducado cuando fue enviado con el conde de Leicester a negociar una tregua con Felipe II en 1204, lo que Marshal aprovechó para negociar la situación de sus posesiones en Normandía. Cuando William prestó homenaje a Felipe, Juan se sintió ofendido y las relaciones entre William y el rey se enfriaron y se convirtieron en hostiles cuando en 1207 Juan inició movimientos contra varios magnates irlandeses, entre ellos William. Aunque abandonó Inglaterra y se estableció en Leinster, William fue llamado a la corte y humillado en el otoño de 1208, mientras que Meilyr FitzHenry, justiciar del rey, invadía sus tierras e incendiaba New Ross. La derrota de Meilyr a manos de la condesa Isabel permitió el regreso de William a Leinster. Sin embargo, pronto volvería a entrar en conflicto con el rey al iniciar una guerra con las familias Briouze y Lacy en 1210. Permaneció en Irlanda hasta 1213, aprovechando para erigir un castillo en Carlow y reordenar sus propiedades. Vuelto al favor real en 1212, fue convocado en 1213 a la corte inglesa. Pese a sus diferencias, William fue leal al rey durante las hostilidades entre Juan y sus barones que culminaron en la firma de la Carta Magna el 15 de junio de 1215 en Runnymede. William fue uno de los pocos condes ingleses en permanecer leal al rey durante la primera guerra de los Barones, y Juan le encomendó en su lecho de muerte la misión de asegurarse de que su hijo Enrique, de nueve años, llegara al trono. William asumió la responsabilidad de organizar los funerales y enterramiento del rey en la catedral de Worcester.
El 11 de noviembre de 1216 en Gloucester, William Marshal fue elegido por el Consejo del Rey (formado por los barones que habían permanecido leales al rey durante la Guerra de los Barones) para ser el protector del joven Enrique III, y regir el reino. Pese a su avanzada edad (70 años), continuó la guerra entablada con el Príncipe Luis y los barones rebeldes. En la batalla de Lincoln cargó y luchó a la cabeza del ejército real, dirigiéndolo a la victoria. Estaba preparándose para sitiar a Luis en Londres cuando la guerra concluyó tras la victoria naval de Hubert de Burgh en Dover. El acuerdo consiguió asegurar la paz y la estabilidad que necesitaba el joven Enrique para llegar algún día al trono. Emitió nuevamente la Carta Magna, firmándola como testigo, y gracias a su prestigio la dinastía angevina pudo sobrevivir en Inglaterra.

## Muerte y legado

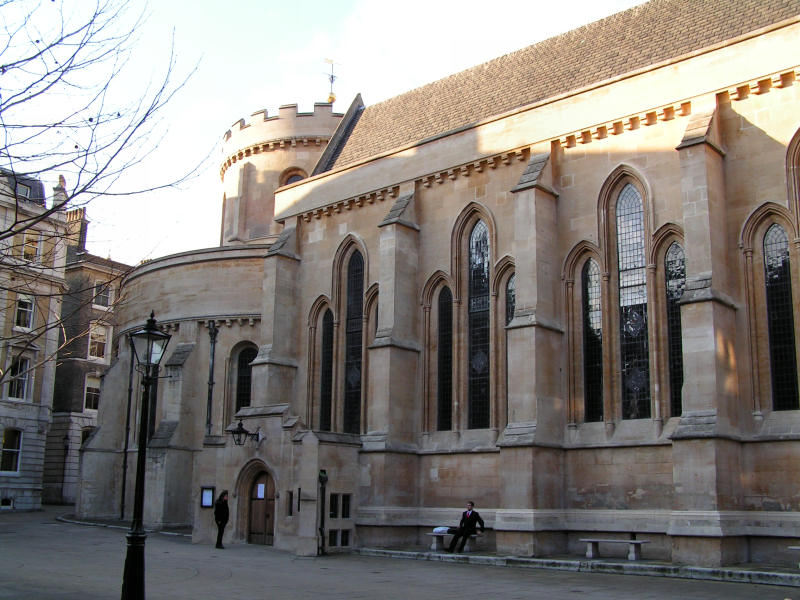
William Marshal fue enterrado en Temple Church, Londres.

La salud del conde finalmente comenzó a declinar a principios de 1219. En marzo de ese año hizo llamar a su hijo mayor y a su séquito, y abandonó la Torre de Londres con destino a Caversham, en Berkshire, cerca de Reading. Allí convocó una reunión a la que asistieron el barón Enrique III, el nuncio papal Pandulf Masca, el justiciar real Hubert de Burgh y el obispo de Winchester y guardián del rey Peter des Roches. William rechazó las pretensiones del obispo a la regencia y encomendó la regencia al nuncio papal; aparentemente no confiaba en el obispo ni en los barones asistentes. Cumpliendo el voto que había hecho durante las cruzadas, fue investido como templario en su lecho de muerte. El 14 de mayo de 1219 moría en Caversham, siendo enterrado en la Iglesia del Temple, donde aún se puede contemplar su efigie.
Tras su muerte, su hijo mayor, también llamado William, encargó una biografía de su padre que se titularía L'Histoire de Guillaume le Marechal. Esta historia, escrita poco después de su muerte, ha preservado (y posiblemente aumentado) la leyenda de William Marshal para la posteridad. Mientras sus logros como caballero pueden ser discutibles, no cabe duda de su impacto en la historia y política de Inglaterra, desde su defensa del reino hasta su apoyo a la Carta Magna.

## Descendientes de William Marshal e Isabel de Clare
1. William Marshal, II conde de Pembroke (1190–6 de abril de 1231), casado con (1) Alice de Béthune, hija del Conde de Albemarle; (2) 23 de abril de 1224 Eleanor Plantagenet, hija de Juan I de Inglaterra. Sin hijos.
2. Richard Marshal, III conde de Pembroke (1191–16 de abril de 1234), casado con Gervase le Dinant. Murió en cautividad. Sin hijos.
3. Maud Marshal (1194–27 de marzo de 1248), casada con (1) Hugh Bigod, III conde de Norfolk, cuatro hijos; (2) William de Warenne, V conde de Surrey, dos hijos; (3) Walter de Dunstanville.
4. Gilbert Marshal, IV conde de Pembroke (1197–27 de junio de 1241), casado con (1) Marjorie de Escocia, hija menor de Guillermo I de Escocia; tuvo también una hija ilegítima de madre desconocida:
  1. Isabel Marshal, casada con Rhys ap Maeldon Fychan.
5. Walter Marshal, V conde de Pembroke (c. 1199–noviembre de 1245), casado con Margaret de Quincy, Condesa de Lincoln y nieta de Hugh de Kevelioc, Conde de Chester. Sin hijos.
6. Isabel Marshal (9 de octubre de 1200–17 de enero de 1240), casada con (1) Gilbert de Clare, conde Gloucester y Hertford, cuya hija Isabel de Clare se casó con Robert Bruce V, Señor de Annandale, abuelo de Roberto I de Escocia; (2) Ricardo de Cornualles
7. Sibyl Marshal (c. 1201–27 de abril de 1245), casada con William de Ferrers, conde de Derby; tuvieron siete hijas.
  1. Agnes Ferrers (fallecida el 11 de mayo de 1290), casada con William de Vesci.
  2. Isabel Ferrers (fallecida antes del 26 de noviembre de 1260)
  3. Maud Ferrers (fallecida el 12 de marzo de 1298)
  4. Sibyl Ferrers, casada con Sir Francis o Franco de Bohun.
  5. Joan Ferrers (fallecida en 1267)
  6. Agatha Ferrers (fallecida en mayo de 1306), casada con Hugh Mortimer, de Chelmarsh.
  7. Eleanor Ferrers (fallecida el 16 de octubre de 1274).
8. Eva Marshal (1203–1246), casada con William de Braose, Señor de Abergavenny. Tuvieron cuatro hijas
  1. Isabella de Braose (nacida en 1222), casada con el príncipe Dafydd ap Llywelyn. Sin hijos.
  2. Maud de Braose (1224–1301), casada en 1247 con Roger Mortimer, Baron de Wigmore:
  3. Eve de Braose (1227-28 de julio de 1255), casada con William de Cantelou; tuvieron descendencia.
  4. Eleanor de Braose (c. 1228- 1251). En una fecha desconocida, después de agosto de 1241, se casó con Sir Humphrey de Bohun y fueron padres de Humphrey de Bohun, III conde de Hereford.
9. Anselm Marshal, VI conde de Pembroke (c. 1208–22 de diciembre de 1245), casado con Maud de Bohun, hija de Humphrey de Bohun, II conde de Hereford. Sin descendencia.
10. Joan Marshal (1210–1234), casada con Warin de Munchensi (f. 1255), Señor de Swanscombe.
  1. Joan de Munchensi (1230–20 de septiembre de 1307), casada con William de Valence, I conde de Pembroke, cuarto hijo de Isabel de Angulema, viuda de Juan I y de su segundo marido, Hugo X de Lusignan, conde de La Marche. De Valence era medio hermano de Enrique III y tío de Eduardo I.

### El destino de los Marshal
Durante las guerras civiles en Irlanda, William se hizo con dos mansiones que el obispo de Ferns reclamaba como suyas, pero que no pudo recuperar. Algunos años después de la muerte de William, se dice que el obispo maldijo a la familia para que los varones Marshal no pudieran tener hijos y que las grandes propiedades de los Marshal se dispersaran. Todos los hijos de William fueron condes de Pembroke y mariscales de Inglaterra, y todos murieron sin descendencia. Las vastas posesiones de William fueron divididas entre los maridos de sus cinco hijas. Hugh Bigod, conde de Norfolk y marido de la mayor de sus hijas, recibió el título de "Marshal", que pasaría más tarde a los duques de Norfolk de la familia Mowbray y luego de la familia Howard, convirtiéndose en "Conde Mariscal" durante el proceso. El título de "Conde de Pembroke" pasó a William de Valence, esposo de Joan de Munchensi, nieta de William, convirtiéndose en el primer Valence conde de Pembroke.